# Тантрический массаж
Тантрический массаж — направление в массаже, развиваемое в идеологии Неотантры и Нью-Эйдж. Тантрический массаж как развивающую практику не следует путать с эротическим массажем.

## Особенности тантрического массажа
- Массаж рассматривается как парная развивающая практика, в которой участвуют два равных партнёра: (условно) активный и пассивный — «массажист» и «пациент».
- Тантрический массаж является медитативным, то есть по сути — динамической медитацией вдвоём.
- Делается акцент на интимности, близости, единении партнёров: на время массажа пара стремится объединиться в единое целое, как бы являя собою единство Мужского и Женского во Вселенной.
- При массаже энергии в паре приводятся в возбуждение (в том числе сексуальное), которое поддерживается и контролируется массажистом, благодаря чему эффективность массажа возрастает, (как и удовольствие от него).
- В тантрическом массаже может присутствовать массаж половых органов, но в духовном контексте: как прикосновение и постижение Жизнетворных Начал (Лингам, Йони).
- Человек в тантре рассматривается вместе с его незримыми составляющими (энергией, чувствами, сознанием), поэтому массаж является не столько механическим, сколько энергетическим, душевным и духовным воздействием, то есть — многоплановым.
- Целью тантрического массажа является гармония всех составляющих как внутри «пациента», так и в паре.
- Массаж должен быть выражением любви, и только с таким чувством следует прикасаться к партнёру.